# Nick Simper

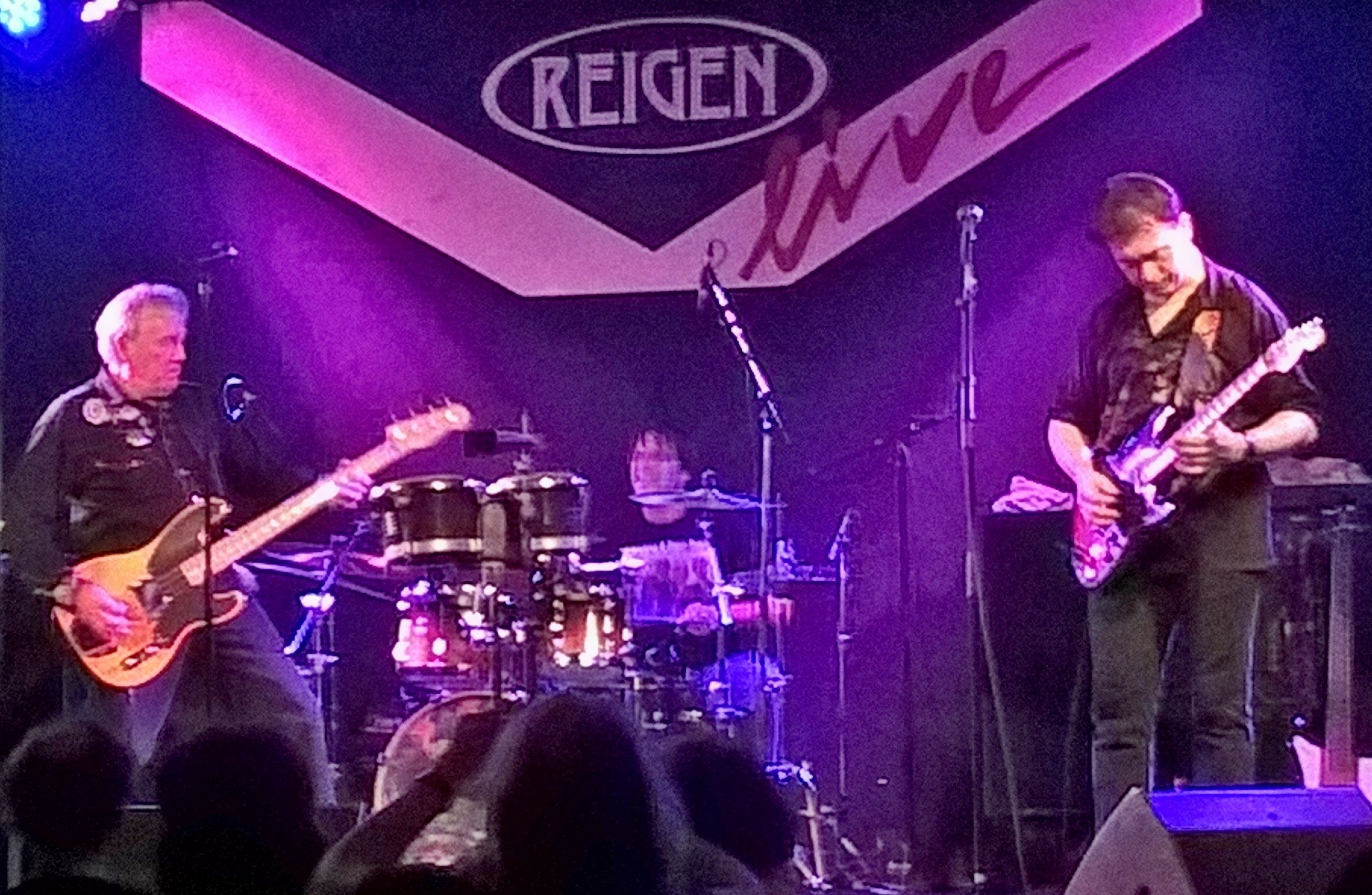
Nick Simper & Nasty Habits; Nick Simper (links), Reigen, Wien (2015)

Nicholas Simper (* 3. November 1945 in Nordwood Green, Southall) ist ein britischer Bassist. Simper war Gründungsmitglied von Deep Purple im Jahr 1968. Bereits 1969 wurde er durch Roger Glover ersetzt.

## Biographie
Seine erste Band, The Renegades, gründete Simper 1960 in der Schule. Danach ging er zu den Delta Five und landete Ende 1964 bei Buddy Britten & The Regents. Hier nahm er seine erste Single mit dem Titel She’s About a Mover auf. Über die Stationen Simon Raven Cult (Ende 1965) und Cyrano & The Bergeracs (Anfang 1966) kam Simper im Mai 1966 zur für ihn ersten professionellen Band Johnny Kidd & The Pirates. Der Karriere dieser Truppe um Johnny Kidd wurde aber am 7. Oktober 1966 ein jähes Ende zuteil, als Johnny Kidd bei einem Autounfall ums Leben kam. Simper saß ebenfalls im Unfallwagen, kam aber mit einem gebrochenen Arm und ein paar Schrammen davon. Ohne Johnny Kidd bestanden The Pirates nur noch bis Mai 1967, dann lösten sie sich auf. Mit Johnny Kidd erschien die einzige Single unter Mitarbeit von Nick Simper: Send For That Girl.
Auf der Suche nach einem neuen Arbeitgeber wurde Nick Simper bei Screaming Lord Sutch fündig, dem er sich im Mai 1967 anschloss. Über die nur wenige Wochen dauernde Station bei der Begleitband von Billie Davis landete Nick Simper schließlich im Oktober 1967 bei The Flower Pot Men, die vom ehemaligen Searchers-Drummer Chris Curtis zusammengestellt worden waren und die großen Erfolg mit der Single Let's Go to San Francisco gehabt hatten. Jon Lord, den Simper dort kennen lernte, war auch nach dem Hit zur Band gekommen. Da sie dringend einen Gitarristen suchten und Nick bei Screaming Lord Sutch einen solchen namens Ritchie Blackmore kennengelernt hatte, wurde dieser engagiert. Der Grundstein zu Roundabout war gelegt. Nachdem Ritchie Blackmore zur Komplettierung der Band noch einen ihm bekannten Drummer namens Ian Paice in die Band geholt hatte, der auch gleich noch einen Sänger namens Rod Evans mitbrachte, war die Grundformation von Deep Purple gebildet.
Nach den ersten drei LPs von Deep Purple mussten Nick Simper und Rod Evans auf Blackmores Betreiben hin die Band verlassen und wurden durch Ian Gillan und Roger Glover ersetzt. Nick Simper bekam nach seinem Austritt bei Deep Purple eine Abfindung in Höhe von 10.000 Pfund. Er schloss sich dann jeweils für kurze Zeit der Marsha Hunt Band und nochmals Screaming Lord Sutch an, bevor er im August 1970 seine eigene Band Warhorse gründete. Diese nahm zwei LPs auf, die sich aufgrund seiner Vergangenheit als Deep-Purple-Mitglied relativ gut verkauften, aber lange nicht den erhofften Erfolg erreichten. Zwischendurch nannte man sich kurzzeitig Iron Horse.
Im Mai 1974 löste sich die Band jedoch auf, und Nick Simper verschwand zunehmend in der Versenkung. Er verdingte sich als Session- bzw. Studiomusiker. Im selben Jahr tauchte noch eine Single mit dem Titel St. Louis unter dem Namen Nick Simpers Dynamite auf. Im April 1978 gründete Simper seine neue Band Nick Simpers Fandango, doch auch diese Formation nahm nur zwei LPs auf.
Simper wirkte danach unter anderem auch z. B. bei Formationen wie Rosco Gordon, Quatermass II und einigen anderen Projekten wie zuletzt Nick Simper & Nasty Habits mit.

## Diskographie

### Deep Purple
- Shades of Deep Purple (1968)
- The Book of Taliesyn (1968)
- Deep Purple (1969)

### Warhorse
- Warhorse (1970)
- Red Sea (1972)

### Nick Simpers Fandango
- Slipstreaming (1979)
- Future Times (1980)

### Rosco Gordon
- Rosco Rocks Again (1982)

### Quatermass II
- Long Road (1997)

### Nick Simper & Nasty Habits
- De La Frog Conspiracy (2015)

### Andere Projekte
- The Flowerpot Men – Let’s Go to San Francisco (1967)
- Screaming Lord Sutch – Hand of Jack the Ripper (1971)
- Johnny Kidd & The Pirates – The Best of Johnny Kidd & The Pirates (1978)
- Johnny Kidd & The Pirates – Rarities (1983)
- Wee Willie Harris & the Alabama Slammers (2000)
- Nick Simper & Marsha Hunt at Bilzen Festival (1969)

## Weblink
| Personendaten    | Personendaten            |
| ---------------- | ------------------------ |
| NAME             | Simper, Nick             |
| ALTERNATIVNAMEN  | Simper, Nicholas         |
| KURZBESCHREIBUNG | englischer Bassist       |
| GEBURTSDATUM     | 3. November 1945         |
| GEBURTSORT       | Nordwood Green, Southall |